# Airspeed AS.57 Ambassador
Dimensions
L'Airspeed Ambassador est un avion de ligne moyen courrier britannique développé à la fin de la Seconde Guerre mondiale comme un successeur potentiel au fameux DC-3.

## Origine
Parmi les besoins identifiés par le fameux Comité Brabazon en 1943 le Type 2 répondait à un court et moyen courrier pour 30 passagers destiné à succéder au DC-3. Airspeed fut pressenti pour réaliser un appareil non pressurisé de 14,5 tonnes propulsé par deux moteurs en étoile Bristol Hercules. Au moment où le Ministère britannique chargé de la production aéronautique passa commande de deux prototypes, immédiatement après la fin de la guerre, le projet avait sensiblement évolué sous la direction d'Arthur Hagg (en): Pressurisé, le futur appareil devait recevoir des Bristol Centaurus 631 de 2 600 ch et son poids était passé à 24 tonnes avec une cabine aménagée pour 47 passagers. Il se présentait comme une machine très moderne, monoplan métallique à aile haute de grand allongement doté d'un train tricycle et d'un empennage tri-dérive qui n'était pas sans rappeler le Constellation.

## Développement
Non pressurisé, le premier prototype Ambassador Mk 1 [G-AGUA, c/n 61] effectua son premier vol le 10 juillet 1947, suivi le 26 août 1948 seulement du second [G-AKRD, c/n 62]. À partir de 1951 ce dernier fut utilisé comme banc d'essai pour une hélice de Havilland, le moteur Bristol Proteus 705, puis les turbines Rolls-Royce Dart et Napier Eland. Une version turbopropulsée (AS.59) fut d'ailleurs envisagée, avec un équivalent militaire (AS.67).
En mai 1950 prit l'air un appareil de présérie [G-ALFR c/n 5210] à moteurs Centaurus 661 désigné Ambassador Mk 2. Il fut remis à BEA pour essais en ligne, la compagnie aérienne britannique ayant commandé vingt appareils (c/n 5211/5230) dès 1948. Ce sera la seule commande.

## Malheureux Elizabethan
Rebaptisé Elizabethan par BEA pour rendre hommage à la reine Elizabeth II, couronnée le 6 février 1952, l'appareil entra en service le 13 mars 1952 sur Londres-Paris, les vingt exemplaires étant immatriculés [G-ALZN/P, G-ALZR/Z et G-AMAA/H]. Mais la popularité de ce splendide bimoteur souffrit rapidement de l'arrivée de machines turbopropulsées beaucoup plus rapides, comme le Vickers Viscount, et un accident très médiatisé n'arrangea rien.
Battu en demi-finale de la Coupe d'Europe de football 1956-57 par le Real Madrid, le club de Manchester United faisait figure de favori l'année suivante. Le club, qui devait disputer un match contre l'Étoile Rouge de Belgrade puis regagner rapidement la Grande-Bretagne pour une rencontre de ligue nationale, affréta un avion auprès de BEA. Or une escale technique était nécessaire, et le vol BE609 se posa donc à Munich le 6 février 1958. Après avoir fait le plein de carburant le [G-ALZU] Lord Burghley piloté par le commandant James Thain tenta de redécoller malgré la neige et un violent blizzard. Après deux tentatives avortées, l'appareil prit de la vitesse, mais trop lentement, ne parvint pas à décoller, heurta la clôture entourant l'aéroport et percuta une maison inoccupée. Après avoir pensé à une erreur de pilotage, on s'aperçut qu'une accumulation anormale de neige fondue en bout de piste avait provoqué une décélération intempestive du bimoteur. Sept joueurs furent tués sur le coup, un autre succomba à ses blessures le 21 février et deux interrompirent définitivement leur carrière. Parmi les 49 personnes se trouvant à bord on compta quinze autres victimes : trois membres de l'encadrement technique du club, huit journalistes, deux membres d'équipage dont le copilote, et deux supporters.
Baptisé « Désastre de Munich » par la presse britannique, cet accident accéléra le retrait des Elizabethan, dont les premiers exemplaires avaient été revendus dès 1957. Le dernier vol aux couleurs de BEA eut lieu le 30 juillet 1958.

## La seconde vie de l'Ambassador
L'avion n'étant pas en cause dans l'accident du 6 février, les Ambassador furent revendus entre 1957 en 1961. BKS Air Transport (en) en acheta quatre entre juillet 1957 et juin 1960, trois autres furent vendus en août 1958 à Butler Air Transport (en), compagnie australienne qui devint un an plus tard Airlines of New South Wales. Deux appareils furent réservés en mai/juin 1960 par Norronafly A/S, basée à Oslo, mais la transaction échoua et ces deux bimoteurs furent finalement vendus fin 1960 à Globe Aircraft (en), compagnie suisse qui en prit un troisième en compte en 1962, avant de revendre ses appareils en 1963 à la compagnie privée britannique Autair International. Trois avions furent également aménagés pour le transport de personnalités et livrés en mars 1960 au Royal Flight de la Royal Jordanian Air Force. Un de ces appareils fut cédé dès septembre 1960 au roi du Maroc. Utilisé plus tard par Decca Navigator Company pour tester les équipements de cette société, mais aussi comme avion d'entreprise, et finalement vendu à la compagnie néo-zélandaise South Seas Airways, il a été démoli en Grande-Bretagne en 1973.
Un Elizabethan fut également cédé à Rolls-Royce pour les essais en vol du turbomoteur Tyne, et les autres furent vendus à Dan-Air (en), qui rachètera les appareils de Butler (en) comme les appareils jordaniens, et fut le principal utilisateur de l'Ambassador. Ces bimoteurs remplacèrent au début des années 1960 les vieux DC-3 et permirent de développer l'activité charter de la compagnie jusqu'au début des années 1970.

## Et une version cargo

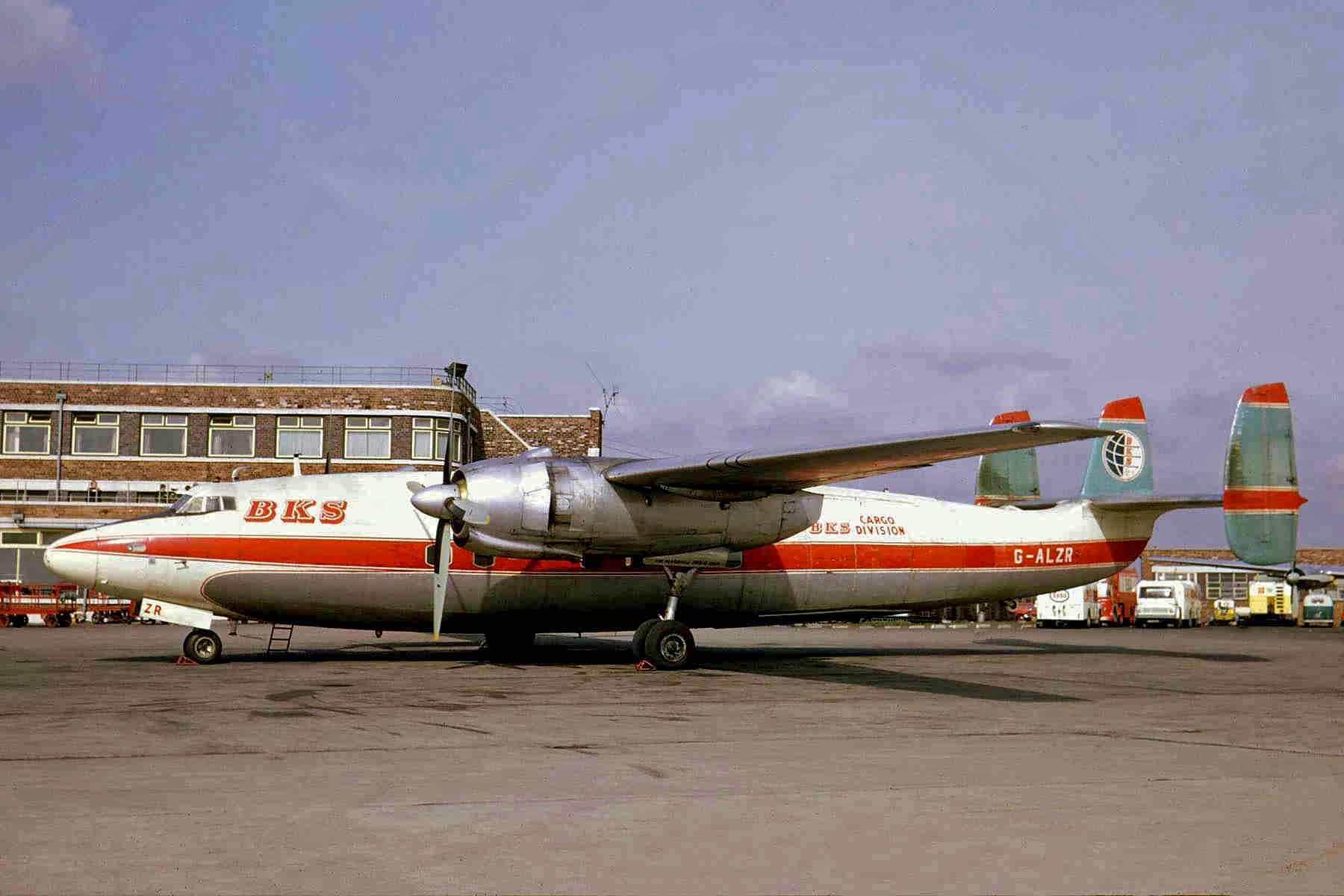
Airspeed AS.57 Ambassador (G-ALZR), BKS Cargo

En mai 1963 BKS Air Transport (en) racheta à Rolls-Royce le [G-ALZR] qui avait été utilisé pour la mise au point du turbopropulseur Tyne, le remotorisa avec des Centaurus et le transforma en cargo avec une double porte offrant une ouverture de 2,41*1,98 m avec un seuil à 1,07 m. En avril 1964, alors que BKS commençait à passer sous contrôle de BEA, l'appareil fut à nouveau modifié pour remplacer un Bristol Freighter utilisé pour le transport de chevaux. BKS a converti au total trois bimoteurs en cargo, dont deux utilisés pour le transport de chevaux.
Le 3 juillet 1968, un appareil de la BKS (en) [G-AMAD] arrivant de Deauville avec huit chevaux à bord fut brutalement déséquilibré à l'atterrissage à Heathrow. L'aile gauche puis le train touchèrent l'herbe en bord de piste et l'avion, devenu incontrôlable, percuta deux Trident de BEA et prit feu avant de terminer sa course contre le terminal de l'aéroport. La cause de l'accident fut attribuée à la rupture du câble de commande des volets gauche. Six des huit personnes à bord meurent dans l'accident ainsi que tous les chevaux. BKS, en cours d'absorption par BEA, réforma son dernier cargo un an plus tard.

## L'Ambassador au musée
Le 28 octobre 1971 eut lieu le dernier vol d'un Ambassador, entre Jersey et Gatwick. Cet appareil [G-ALZO], le dernier à porter les couleurs de Dan-Air (en), fut ensuite stocké à Lasham jusqu'en 1986, date à laquelle il a gagné par la route l'Imperial War Museum à Duxford. La restauration de cet appareil, le dernier existant, a été lancée en 2005 par Duxford Aviation Society.